# Austrolebias adloffi
Austrolebias adloffi es un pez de la familia de los rivulinos en el orden de los ciprinodontiformes.

## Morfología
Los machos pueden alcanzar los 5 cm de longitud total.

## Distribución geográfica
Se encuentran en Sudamérica: norte de la Laguna de los Patos, Rio Grande do Sul, Brasil. Las menciones para Uruguay corresponden actualmente a Austrolebias charrua, Austrolebias reicherti o Austrolebias arachan. Viven en charcos de zonas inundables al costado de arroyos generalmente, durante el verano estos charcos  se secan quedando los huevos enterrados en el lodo en estado latente, cuando vuelve la época de lluvias estos eclosionan comenzando el ciclo nuevamente. Las modificaciones de estos charcos para su uso en sistema de riego, ganadería y agricultura,  han puesto varias especies de Austrolebias en peligro de extinción debido a la transformación del medio ambiente.